# Doris Ebert

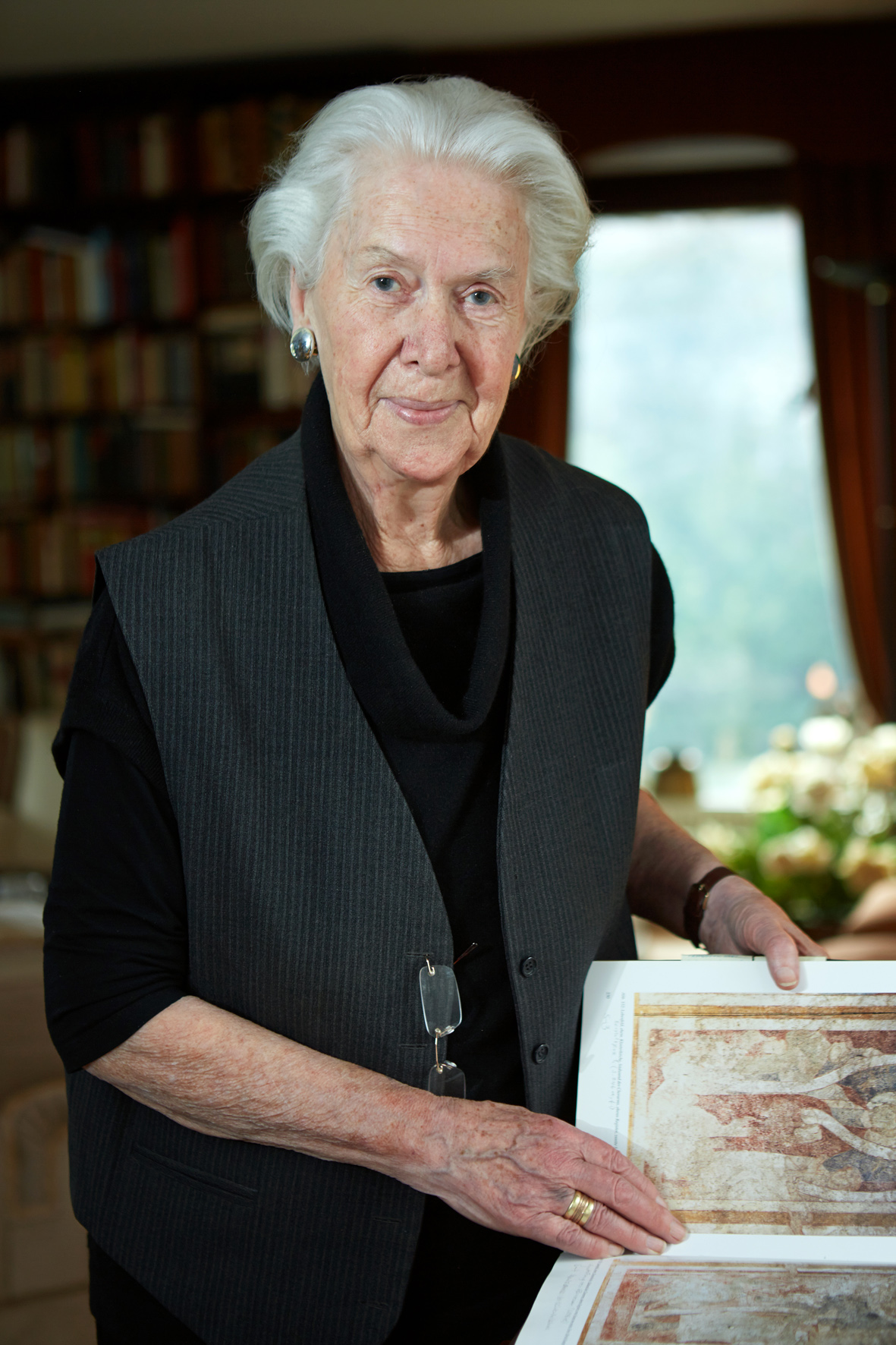
Doris Ebert im März 2014

Doris Ebert, geb. Hill (* 24. April 1928 in Opladen; † 26. Oktober 2021 in Nürnberg) war eine deutsche Heimatforscherin.

## Leben

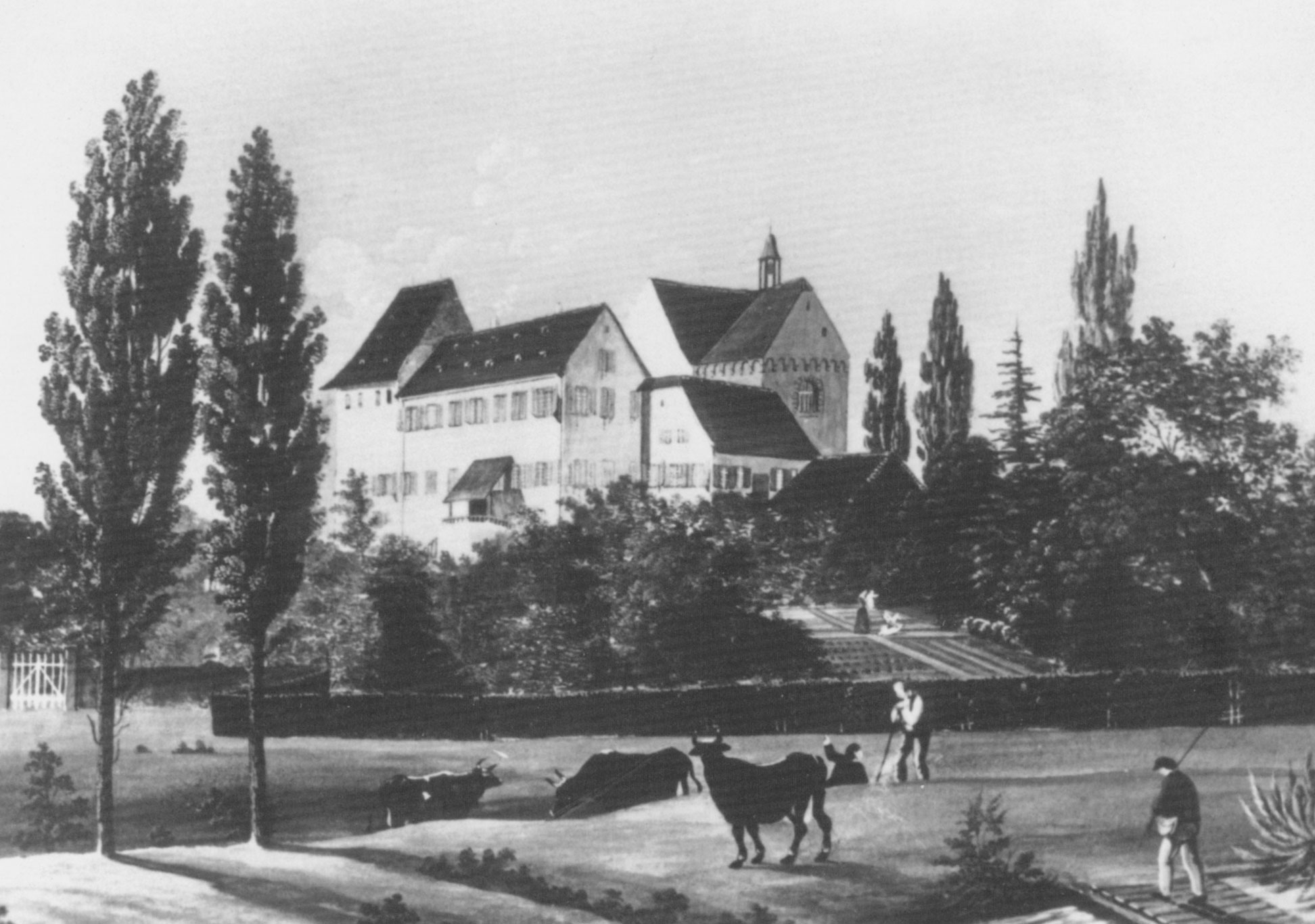
Kloster Lobenfeld: Gouache (um 1800), Reproduktion in Die Gärten im Kloster Lobenfeld (2008)

Während ihrer Gymnasialzeit fiel für Doris Hill wegen des Zweiten Weltkriegs längere Zeit der Unterricht aus, weil die Schülerinnen bei der Produktion von Gasmasken eingesetzt wurden. Nach Ende des Krieges sollte zunächst nur für die Jungen, die z. B. als Flakhelfer eingesetzt worden waren, ein Sonderlehrgang eingerichtet werden. Ebert erreichte beim Oberschulamt, dass auch für die Schülerinnen der kriegsrelevante Arbeitseinsatz beim Schulabschluss angerechnet wurde.
Ab 1949 gehörte sie zu den wenigen Frauen, die an der Technischen Hochschule Karlsruhe (heute KIT) studierten. Gleichzeitig verdiente sie ihren Lebensunterhalt u. a. mit technischen Übersetzungen. Sie absolvierte das Vordiplom in technischer Volkswirtschaft, heiratete Friedrich-Heinz Ebert und arbeitete zunächst mehrere Jahre unter anderem bei den amerikanischen Alliierten in Karlsruhe als Sachbearbeiterin für den deutsch-amerikanischen Schüleraustausch.
Doris Ebert hat drei Töchter. Seit die Familie 1973 nach Lobenfeld zog, betrieb sie historische und kunsthistorische Forschungen zum Kloster Lobenfeld, die zu zahlreichen Veröffentlichungen führten und das Kloster mit seinen bedeutenden spätromanischen und gotischen Wandbildern als bedeutendes Denkmal der Stauferzeit bekannt gemacht haben. Ihr Wissen gab sie auch durch Klosterführungen weiter, wie in der Bilddokumentation zu sehen.
Von 1980 bis 2019 organisierte sie die (seit 1958 bestehende) Konzertreihe "Musik in der Klosterkirche Lobenfeld", die von der besonderen Atmosphäre und Akustik der Kirche lebt. Mittelpunkt der Konzerte ist häufig die historische Orgel von 1773.
1980 wurde sie als erste Frau in den Gemeinderat der Gemeinde Lobbach-Lobenfeld gewählt. Diesem Gremium gehörte sie bis 2009 an.
Doris Ebert hatte ein besonderes Interesse für das Leben von Frauen im Mittelalter. Dieses führte unter anderem zu einem Buch über Elisabeth Silbereisen, die eine Mosbacher Bürgertochter, Klosterfrau in Lobenfeld und später Ehefrau des Reformators Martin Bucer war. Zu Eberts wichtigsten Veröffentlichungen gehört die Monographie Kloster St. Maria zu Lobenfeld, die sie zusammen mit Klaus Gereon Beuckers herausgab.
Ihr Engagement wurde mehrfach ausgezeichnet, unter anderem im Jahr 2011 mit dem Bundesverdienstkreuz am Bande.
2013 nahm sie an der Hochaltrigenstudie des Instituts für Gerontologie der Universität Heidelberg mit dem Generali-Zukunftsfonds teil und in diesem Rahmen auch am Podiumsgespräch bei der Vorstellung der Studie. Danach nahm sie bis 2019 an generationenübergreifenden Projekten des Instituts für Gerontologie teil. Sie spezialisierte sich in diesem Rahmen auf das Thema "Altern auf dem Land".
2016 wurde sie in dem Bildband "Altweiberwohnen" porträtiert.

## Ehrenämter
- Mitglied des Gemeinderats Lobbach 22. Juni 1980 – 29. Juli 2009
- Organisation der Reihe „Musik in der Klosterkirche Lobenfeld“ 1980 – 2019
- Stellvertretende Vorsitzende des Heimatvereins Kraichgau 1994 – 2010
- Redaktion der Jahrbücher "Kraichgau, Beiträge zur Landschafts- und Heimatforschung" des Heimatvereins Kraichgau[6] von 1995 – 2018
- Mitglied des Elternbeirats und der Schulkonferenz in Grundschulen in Eppelheim, Lobenfeld und Waldwimmersbach und im Kurfürst-Friedrich-Gymnasium Heidelberg
- Mitbegründerin des Freundeskreises der Grund- und Hauptschule Waldwimmersbach
- Gründerin des Fördervereins „Freunde der Klosterkirche Lobenfeld“ mit Günter Schuler

## Auszeichnungen
- Staufermedaille des Landes Baden-Württemberg, 1995
- Ehrenring der Gemeinde Lobbach 2003
- Heimatmedaille des Landes Baden-Württemberg 2003 (Arbeitskreis Heimatpflege, Regierungsbezirk Karlsruhe)
- Ehrenbürgerin der Gemeinde Lobbach, 1. Januar 2008
- Ehrenmitglied des Heimatverein Kraichgau für Verdienste um den Kraichgau, 20. Juli 2009[7]
- Ehrennadel in Gold des Gemeindetages Baden-Württemberg, 1. Januar 2010[8]
- Ehrengemeinderätin Gemeinde Lobbach, 1. Januar 2010
- Bundesverdienstkreuz am Bande 2011[9][10]

## Veröffentlichungen
- Englische Sabbatarier im Kloster Lobenfeld 1664-1669. In: Kraichgau. Beiträge zur Landschafts- und Heimatforschung, S. 94–103, Nov 1989.
- Mit Arnold Scheuerbrandt, Bernd Röcker: Kraichgau 1945, Kriegsende und Neubeginn (Bd. 1 – Dokumente aus den Militärarchiven, Bd. 2, Augenzeugenberichte, Amtliche Dokumente). 1. Auflage, Verlag Regionalkultur, 1996, ISBN 3-929366-15-0
- Kloster Lobenfeld: Geschichte – Wiederherstellung der Kirche. Lobbach-Lobenfeld 1996 [aktualisierte Auflagen bis 2000]. Hg.v. Förderverein Klosterkirche Lobenfeld.
- Das Langhaus der Klosterkirche Lobenfeld. In: Kraichgau 15/1997, 285–298.
- Adelheid von Walldorf [Grabstein von 1357 in der Klosterkirche Lobenfeld] – Eine Marginalie zum Goethejahr. In: Kraichgau 16/1999, 411–416.
- Elisabeth Silbereisen. Bürgertochter, Klosterfrau, Ehefrau des Reformators Martin Bucer. Familie und Lebensstationen. Heimatverein Kraichgau e.V. Sonderveröffentlichung. 24. Heimatverein Kraichgau, Eppingen 2000, ISBN 3-929295-75-X.
- Mit Klaus Gereon Beuckers: Kloster St. Maria zu Lobenfeld (um 1150 - 1560). Untersuchungen zu Geschichte, Kunstgeschichte und Archäologie. Imhof, Petersberg 2001, 367 S., ISBN 3-935590-20-2.
- Kloster Lobenfeld und Schönau. In: Kloster und Hühnerfautei Schönau. Hrsg. vom Kreisarchiv und dem Referat für Öffentlichkeitsarbeit des Rhein-Neckar-Kreises in Verbindung mit der Stadt Schönau und dem Verein Alt-Schönau eV. (= Bausteine zur Kreisgeschichte / Rhein-Neckar-Kreis; 5) Heidelberg 2002, S. 115–130. ISBN 3-932102-08-8.
- Lager-Buch Anno 1567 Lobenveldt – Edition. Eppingen: Heimatverein Kraichgau, Kleine Reihe 4, 2005. Hg., Transcr., Register: Doris Ebert; Einführung: Rüdiger Lenz. 156 S., 2 Beilagen. ISBN 3-921214-30-0
- 700 Jahre Waldwimmersbach: 1306 - 2006  aus dem Dorf für das Dorf.  Gemeinde Lobbach, 2006, 378 S.
- Die Dickel-Orgel (1773) in der ehemaligen Klosterkirche Lobenfeld und 50 Jahre Musik in der Klosterkirche. Förderverein Klosterkirche Lobenfeld, Lobbach-Lobenfeld, 2008, 20 S.
- Die Gärten im Kloster Lobenfeld. Förderverein Klosterkirche Lobenfeld, Lobbach-Lobenfeld, 2008 (40 S.)
- Elisabeth Silbereisen. Zu „Martin Bucer – Briefwechsel/Correspondance“. Statt einer Rezension. In: Kraichgau 22/2011, ZDB-ID 127933-6, S. 155–157.
- Mit Walter Bender und Günter Schuler: Metamorphosen – Das Langhaus der ehemaligen Klosterkirche Lobenfeld. 2013, ISBN 978-3-921214-49-7 (50 S.)
- Klosterkirche Lobenfeld. Heft 2 der Kunstdenkmäler im Kraichgau, 2015, ISBN 978-3-921214-51-0 (20 S.)
- Kriegsende, Lobenfeld und Waldwimmersbach vor 70 Jahren. 2015 (40 S.)